# Wabakimi Provincial Park
Der Wabakimi Provincial Park ist ein 1983 eingerichteter 8.920,61 km² großer Provinzpark im Thunder Bay District, in der kanadischen Provinz Ontario. Er liegt nordwestlich des Nipigonsees und ist seit der Versechsfachung seiner Fläche im Jahr 1997, nach dem Polar Bear Provincial Park, der zweitgrößte Provinzpark in Ontario.
Das Gebiet des Parks besteht aus einem ausgesprochen weitläufigen System von Flüssen, Seen und Portagen. Dementsprechend ist kein Zugang über Straßen möglich; allerdings erlauben die Caribou Lake Road via Armstrong Road (Ontario Highway 527) von Armstrong aus, den Little Caribou Lake und den Caribou Lake die Fahrt bis in Gebiete nahe dem Park, ebenso wie die Camp 702 Road East vom Savant Lake zum Flindt-River-System sowie die Graham Road, die vom Trans-Canada Highway nordwärts führt und zum Brightsand-River-System. Von diesen Zuwegen führen nur Kanuwege weiter zum Park. Nur per Wasserflugzeug oder Eisenbahn ist er unmittelbar zu erreichen. Die Canadian National Railway berührt den Park im Südwesten und VIA Rail führt dreimal pro Woche Passagierwaggons mit.
In der Umgebung des Parks liegen weitere Schutzgebiete an Flussläufen, beispielsweise am Ogoki River im Osten, am Albany River im Norden, am Brightsand River im Südwesten und am Kopka River im Süden.
Im Park leben neben zahlreichen anderen Tierarten Waldkaribus. Darüber hinaus konnten Petroglyphen dokumentiert werden.
Seit 1999 existiert ein Interim Management Statement, ein Übergangs-Managementplan also, ein offizieller Managementplan existiert noch nicht. So basiert der Schutz des Gebiets auf allgemeinen Bestimmungen zu den Provinzparks in Ontario, von Parks Canada und den beiden von 1983 stammenden Nipigon District Land Use Guidelines bzw. den Thunder Bay District Land Use Guidelines, also Richtlinien des Nipigon- und des Thunder-Bay-Distrikts. 2003 wurde ein Managementplan vorgeschlagen, doch 2006 wurde der übergreifende Provincial Parks Act durch den Provincial Parks and Conservation Reserves Act ersetzt, der einen stärkeren Akzent auf den Schutz auch von erhaltenswürdigen Gebieten legt, die zu keinem Park gehören. Hierin wurde eine Fünfjahresfrist gesetzt, um einen Managementplan zu erstellen. Die öffentliche Beteiligung und Information wird dabei durch eine besondere Website gefördert, auf der alle für ein Thema relevanten rechtlichen Änderungen abgerufen werden können, das sogenannte Environmental Registry. Seit 2008 bestehen für den Ogoki Forest (10.885 km²), der weit über den Park hinausreicht, und den Caribou Forest (5799,87 km²) Managementpläne, die bis 2018 gültig sind. Im oder in der Nähe dieses ausgedehnten Waldgebiets leben die First Nations vom Savant Lake, die First Nation community of Mishkeegogamang und die Ojibway Nation of Saugeen.

## Wabakimi-Kanuroutenprojekt
Das Wabakimi Project ist ein Projekt, in dem von 2004 bis 2018 insgesamt 244 Freiwillige mitwirken, um die historisch bedeutenden Kanuwege im Park und im angrenzenden Kronland zu kartieren. Dabei wurden 1081 Portagen und 1035 Lager entdeckt, freigelegt und einige wiederhergestellt. Am Ende wurden digitale Karten erstellt. Im Jahr 2018 führten von Mai bis September 31 Freiwillige Erkundungsreisen für das Projekt durch.
Die insgesamt 116 Karten wurden in fünf Bänden publiziert; zwei existierten im Jahr 2010, Bd. 3 folgte 2012. Band 1 liefert 19 Karten für die Region am Ogoki River und von seinen nördlichen Zuflüssen (Bd. 3 ergänzt die südlichen Zuflüsse), dazu die Caribou-River-Route. Band 2 enthält 26 Karten vom oberen Albany River und seinen südlichen Zuflüssen. Band 3 liefert 24, Bd. 4 20 Karten, die sich mit seinen Zuflüssen zwischen Patte Lake und Abazotikichuan Lake befassen. Band 5 schließlich liefert 27 Karten der nördlichen Zuflüsse des Lake Nipigon.

## Belege
1. ↑  Welcome to Wabakimi.
2. ↑  Environmental Registry
3. ↑  The Wabakimi Project. Friends of Wabakimi, abgerufen am 8. Februar 2023.
4. ↑  Outcomes. Friends of Wabakimi, abgerufen am 8. Februar 2023.